# Kamienica Długa 22 w Bydgoszczy

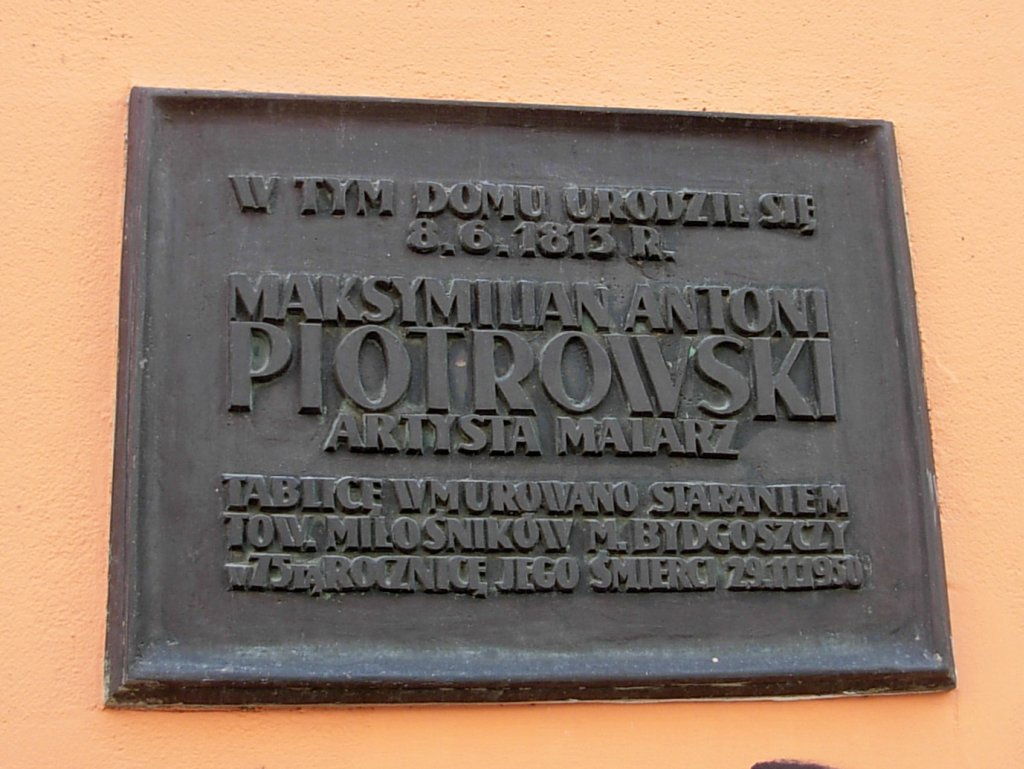
Tablica pamiątkowa Maksymiliana Antoniego Piotrowskiego na fasadzie kamienicy

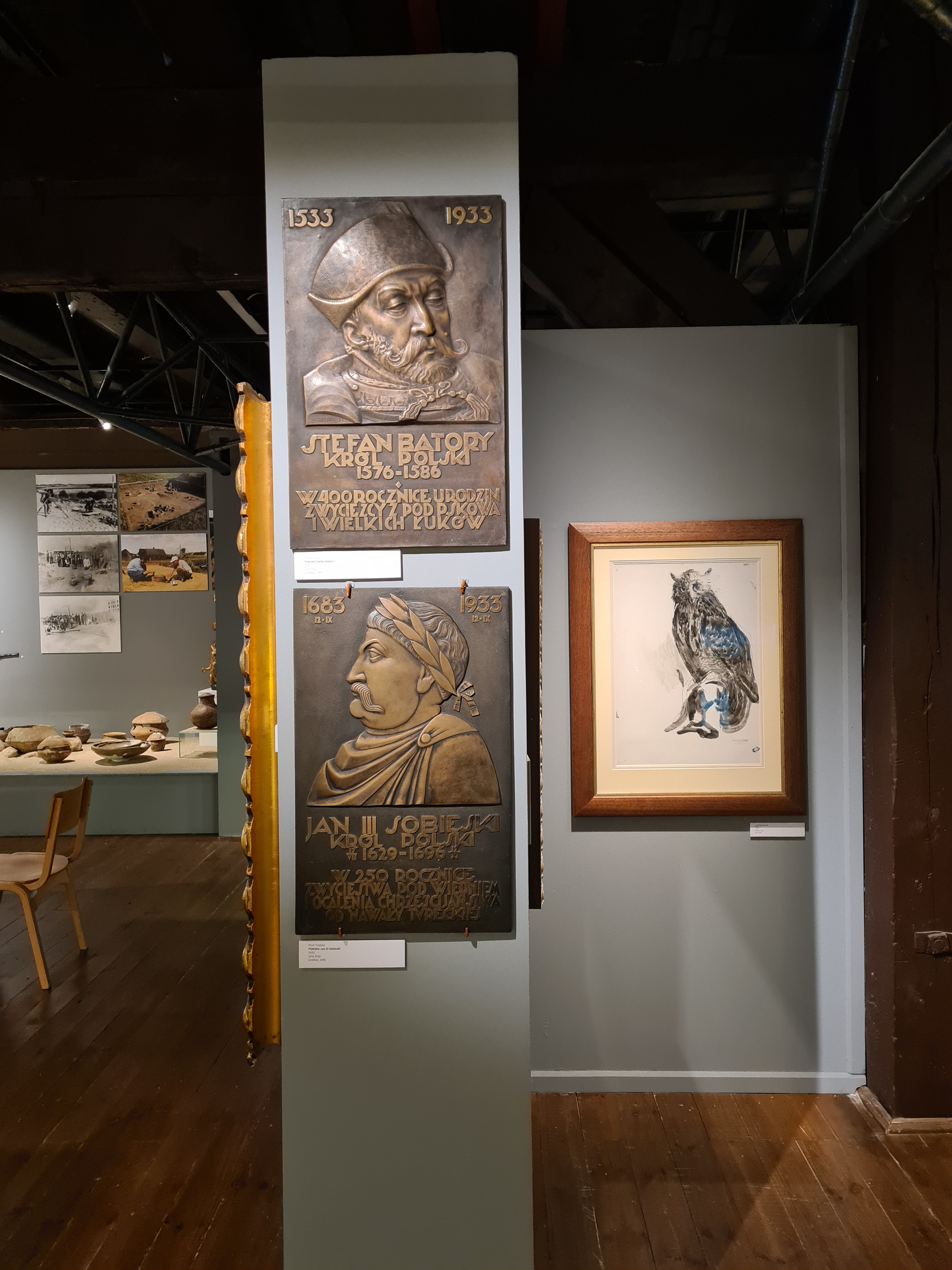
Plakiety z tablicy upamiętniającej Jana III Sobieskiego i Stefana Batorego. Tablica została odsłonięta w 1933 roku na kościele Klaryski.

Kamienica Długa 22 w Bydgoszczy – kamienica, położona przy ulicy Długiej, na terenie Starego Miasta w Bydgoszczy.

## Położenie
Budynek stoi w południowej pierzei ul. Długiej, naprzeciw wylotu ulicy Jezuickiej.

## Historia
W miejscu kamienicy, według szczegółowego planu zabudowy miasta, sporządzonego przez pruskiego geometrę Gretha, w 1774 r. znajdowało się kilka zabudowanych działek. Część frontowa obecnego budynku od ul. Długiej widnieje na planie miasta z 1834 r., zaś na planie z 1876 r. zabudowany czworobok od ul. Długiej do ul. Pod Blankami.
Historia kamienicy nie została dotychczas naukowo zbadana i udokumentowana, lecz na jej temat znajduje się sporo publikacji prasowych z lat międzywojennych i powojennych.
Według informacji podanych w „Dzienniku Bydgoskim” napisano, że w dom przy ul. Długiej 22 został wzniesiony po potopie szwedzkim i mieścił miodosytnię i winiarnię. Istnieje nie potwierdzone naukowo podanie, że w maju 1676 r. w kamienicy gościł król Jan III Sobieski, w towarzystwie królowej Marysieńki, księcia Jakuba i księżniczki Teresy Kunegundy. Odbyło się to podczas przymusowego postoju w czasie podróży króla Wisłą z Warszawy do Gdańska. Orszak królewski utknął w Fordonie z powodu silnego wiatru. Z tej okazji król zwiedził odległą o 10 km Bydgoszcz, zniszczoną i podupadłą po najazdach szwedzkich. Gdy uciszyły się wichry, łodzie królewskie popłynęły Wisłą w dalszą drogę. Do Gniewu Jan III Sobieski przybył 5 czerwca 1676 r.
W 1933 r. bydgoski oddział Polskiego Towarzystwa Historycznego w porozumieniu z innymi organizacjami postanowił wmurować w fasadę domu tablicę pamiątkową z okazji 250-lecia odsieczy Wiednia. Tablica ta – ku czci Jana III Sobieskiego i Stefana Batorego – została jednak umieszczona na ścianie kościoła Klarysek. W 1939 plakiety z tablicy uratował Antoni Duszyński. Dziś można je oglądać w Muzeum Okręgowym w Bydgoszczy.
Istnieją również poszlaki, że w budynku w 1794 i 1807 r. mieściła się kwatera generała Henryka Dąbrowskiego.
Henryk Dąbrowski wyjechał z Bydgoszczy 23 stycznia 1807 r. przygotowując akcję zbrojną przeciwko Gdańskowi. Kwaterę po Dąbrowskim w Bydgoszczy zajął na krótko marszałek francuski Lefebvre, który stąd udał się również pod Gdańsk.
8 czerwca 1813 r. w domu przy ul. Długiej 22 urodził się znany malarz polski i bydgoski – Maksymilian Antoni Piotrowski. Pochodził z polskiej rodziny mieszczańskiej. Wprawdzie nauki pobierał w szkołach niemieckich, francuskich i włoskich i umarł jako rektor niemieckiej Akademii Sztuk Pięknych w Królewcu, ale był i pozostał Polakiem, co znalazło także odzwierciedlenie w jego twórczości. Po śmierci wrócił do Bydgoszczy i pochowany został na Cmentarzu Starofarnym.
W XIX wieku dom okresowo należał do fundacji imienia ks. Kiełczyńskiego, przeznaczonej do kształcenia młodych teologów. Na piętrze znajdował się najstarszy bank polski, zaś na parterze mieściły się składy i pracownie młodych przemysłowców polskich.
Na początku XX w. w kamienicy mieściła się znana w mieście winiarnia Carla Ardta, zaś w okresie międzywojennym na parterze mieścił się sklep jubilerski Henryka Kaszubowskiego.
Do kwietnia 2017 w budynku mieściła się księgarnia, wkrótce reaktywowana i zamknięta ostatecznie w 2019. W 2020 w jej miejscu powstał lokal gastronomiczny.
26 listopada 1950 r. na frontowej ścianie budynku odsłonięto tablicę pamiątkową z brązu ku czci Maksymiliana Piotrowskiego. Jej fundatorem było Towarzystwo Miłośników Miasta Bydgoszczy, zaś projektantem Piotr Triebler.
Na początku XXI wieku wspólnota mieszkaniowa wyremontowała dachy i wzmocniła ściany budynku oraz przeprowadziła remont elewacji od strony ul. Długiej. W 2020 przeprowadzono prace przy elewacji od ul. Pod Blankami (drugi adres: nr 17).

## Architektura
Kamienica jest dwupiętrowa z poddaszem użytkowym. Zabudowa tworzy zamknięty czworobok, z dziedzińcem pośrodku, między ul. Długą i Pod Blankami. Budynek posiada sklepione, dwupoziomowe piwnice, wzniesione prawdopodobnie na przełomie XVIII/XIX wieku i będące najgłębszymi piwnicami w obrębie Starego Miasta. Wysokie na 6 m piwnice służyły dawniej prawdopodobnie do przechowywania wina.